# 內田雄馬
內田雄馬（日语：／ Uchida Yūma，1992年9月21日—）是日本的男性聲優。出身於東京都。隸屬於INTENTION經紀公司。姐姐是同為聲優的內田真禮。

## 人物
13歲時玩《櫻花大戰》時知道聲優這個職業，17歲思考未來職業時決定以聲優為目標。
現在的事務所使用的宣傳照的髮型是由姊姊內田真禮所整理的。
2017年，獲得第11回聲優獎新人男優獎。
2018年5月30日歌手出道，發行第一張單曲「NEW WORLD」。唱片公司為KING AMUSEMENT CREATIVE。
2019年，獲得第13回聲優獎主演男優獎。
興趣是聽音樂、散步、森林浴、爬山。
喜歡全部的肉類食物，討厭的食物為番茄、茄子、青椒。
2022年12月31日宣佈退出所屬10年的I'm Enterprise事務所，並於1月5日宣佈加入INTENTION。
2024年元旦宣佈與日高里菜結婚。

## 演出作品
※粗體字為主要角色。

### 電視動畫
2013年
- 戀愛研究所（男子、男學生、店員）
- 魔界王子 devils and realist（貝克、學生A）
- 單色小姐 –The Animation–（便利商店客人、拳擊實況、男）
- 境界的彼方（男學生）
- 偶像學園 第二季（配送員）
- 來自風平浪靜的明日（旭火華）
- 噬血狂襲

2014年
- 最近，妹妹的樣子有點怪？（籃球社員B）
- 魔女的使命（學生、男學生）
- 咲-Saki- 全國篇（記者）
- 農林（學生）
- selector infected WIXOSS（男學生、男子）
- JoJo的奇妙冒險 星塵鬥士（船員C、男A）
- 金田一少年事件簿R（多間木匠）
- 魔法科高中的劣等生（學生、三高學生、一高學生）
- 一週的朋友（同學）
- 如果折斷她的旗（學生B、七德院A）
- 噬魂者NOT！（男學生C）
- 乒乓 THE ANIMATION（社員B、片瀨部員B、學生A、主審、學生B）
- M3〜其為黑鋼〜（研究員A）
- 刀劍神域II（玩家）
- （漢斯）
- 尋找失去的未來
- 狼少女與黑王子（男性朋友）
- GUNDAM創鬥者TRY（高坂祐馬[7]）
- 棺姬嘉依卡 AVENGING BATTLE（獨角獸、巫師C、衛兵、衛兵A、兵士、巫師）
- 卡片鬥爭!! 先導者G（戰鬥者A、畫家）

2015年
- 不起眼女主角培育法（上鄉喜彥）
- 第三季（高中生）
- 聖劍使的禁咒詠唱（萬年堂龜吉）
- JoJo的奇妙冒險 星塵鬥士（SPW財團飛行員B）
- 四月是你的謊言（觀眾）
- 魔法少女奈葉ViVid（克勞斯·G·S·英格瓦爾特）
- 食戟之靈（男學生A）
- 電波教師（變裝搜査員B）
- 歌之王子殿下♪ 真愛革命（鳳瑛二）
- 血界戰線（音速猿〈索尼克〉[8]、萊布拉成員、過路人、觀眾、播報聲、花枝）
- 亞爾斯蘭戰記（兵士）
- 鑽石王牌 -SECOND SEASON-（奧村光舟）
- 銀河騎士傳 第九行星戰役（作業員、駕駛員）
- Classroom☆Crisis（霧羽渚[9]）
- 赤髮白雪姬（凱、衛兵A）
- 學戰都市Asterisk（夜吹英士郎）
- 機動戰士GUNDAM 鐵血的孤兒（艾因·達爾頓）
- 高校星歌劇（申渡榮吾[10]）

2016年
- 赤髮白雪姬 第2期（凱、海賊、海賊A、海賊B）
- 最終騎士（費利克斯）
- Qualidea Code（千種霞）
- 超時空要塞Δ（疾風·因梅爾曼）
- ReLIFE（大神和臣）
- GUNDAM創鬥者TRY 島上熱戰（高坂祐馬）
- 歌之王子殿下 真愛傳奇之星（鳳瑛二）

2017年
- 時間飛船24（偶像團體隊長）
- 幼女戰記（巴爾德）
- 飆速宅男 NEW GENERATION（新開悠人）
- 碧藍幻想 The Animation（亞倫）
- 高校星歌劇 第2期（申渡榮吾）
- 不起眼女主角培育法♭（上鄉喜彥）
- 騎士&魔法（ジニエン）
- 梵諦岡奇蹟調查官（賽巴斯汀·富蘭克林）
- 帶著智慧型手機闖蕩異世界。（恩德）
- 國王遊戲 The Animation（上田陽介）
- 偶像大師 SideM（櫻庭薰）
- 血界戰線 & BEYOND（音速猿〈索尼克〉[11]）

2018年
- 三麗鷗男子（源誠一郎[12]）
- 擅長捉弄人的高木同學（中井）
- 龍王的工作！（九頭龍八一）[13]
- 魔法使的新娘（夏娜罕）
- 霸穹 封神演義（武吉）
- POP TEAM EPIC（北條）
- 飆速宅男 GLORY LINE（新開悠人）
- 皇帝聖印戰記（テリウス・サヴォア）
- 齊木楠雄的災難 第2期（金剛地充）
- 妖怪旅館營業中（曉）
- 東京喰種:re（不知吟士）
- 重神機潘多拉（格倫·丁）
- 卡利古拉（影刃）
- 千銃士（蓋貝爾）
- 喂，看見耳朵啦（大樹）
- Banana Fish（亞修·林克斯[14]）
- GRAND BLUE 碧藍之海（北原伊織[15]）
- 青春豬頭少年不會夢到兔女郎學姊（國見佑真）
- 我讓最想被擁抱的男人給威脅了。（成宮涼[16]）
- 黃金神威 第2期（江渡貝彌作）
- 偶像大師 SideM 有理由Mini！（櫻庭薰）
- 東京喰種:re 第2期（不知吟士）

2019年
- 鑽石王牌 actII（奧村光舟）
- 一弦定音！（久遠愛[17]）
- 魔法水果籃（草摩夾[18]）
- MIX（立花走一郎）
- 偶像夢幻祭（漣純[19]）
- 擅長捉弄人的高木同學2（中井）
- 星光王子 KING OF PRISM -Shiny Seven Stars-（涼野結）
- 胡蝶綺 ～少年信長～（池田恒興〈勝三郎〉[20]）
- GIVEN 被贈與的未來（上山立夏）
- 喜歡本大爺的竟然就妳一個？（大賀太陽[21]）
- 籃球少年王（花園百春[22]）
- BEASTARS（米古諾）
- 南無阿彌陀佛!-蓮台 UTENA-（觀音菩薩）

2020年
- 淘氣貓2020：家有圓圓？！～我家的圓圓你知道嗎～（河源貝貝）
- 理科生墜入情網，故嘗試證明。（雪村心夜[23]）
- 地縛少年花子君（源輝[24]）
- 寶石商人理察的謎鑑定（中田正義）
- 魔法水果籃 2nd Season（草摩夾）
- Tomica Earth Granner 地球防衛隊（熊貓驅[25]）
- 咒術迴戰（伏黑惠）
- 小松先生第三季（新十四松）

2021年
- BEASTARS 第2期（米古諾）
- 怪病醫拉姆尼（拉姆尼）
- 花樣滑冰Stars（前島絢晴）
- 偶像★進行曲（赤羽根雙海）
- BORUTO-火影新世代-NARUTO NEXT GENERATIONS-（川木 ）
- 灼熱卡巴迪（宵越龍哉）
- 卡片戰鬥!! 先導者 overDress（江端透也）
- 魔法水果籃 The Final（草摩夾）
- SSSS.DYNAZENON（歐尼札）
- 龍先生、想要買個家。（オルトロス）
- 新幹線戰士Z（安城島風）
- 緋紅結繫（那岐·卡門）
- RE-MAIN（百崎陸）
- 蓋特機器人ARC（流拓馬）
- 死神少爺與黑女僕（華特）
- 因為不是真正的夥伴而被逐出勇者隊伍，流落到邊境展開慢活人生（奧托）

2022年
- ORIENT 東方少年（武藏[26]）
- 東京24區（朱城蘭）
- 擅長捉弄人的高木同學3（中井）
- 佐佐木與宮野（半澤雅人）
- 白領羽球部（霧島琢磨）
- Delicious Party ♡ 光之美少女（品田拓海／布萊克佩帕[27]）
- 處刑少女的生存之道（光樹[28]）
- 理科生墜入情網，故嘗試證明。r=1-sinθ（雪村心夜）
- 作為女主角！～被討厭的女主角與秘密的工作～（RIO[29]）
- 東京喵喵NEW（青山雅也[30]）
- 卡片戰鬥!! 先導者 will+Dress（江端透也）
- 因為是反派大小姐所以養了魔王（艾扎克·隆巴魯[31]）
- 人類毛病大學（下田正[32]）
- 書蟲公主（格倫·艾森納赫[33]）
- 飆速宅男 LIMIT BREAK（新開悠人）
- POP TEAM EPIC 第2期（PIPI美〈第3話B段〉）
- BLUE LOCK 藍色監獄（御影玲王[34]）
- 轉生就是劍（讓恩·杜比）

2023年
- 擁有超常技能的異世界流浪美食家（穆寇達〈向田剛志〉[35]）
- 吉伊卡哇（海獺）
- MIX 第二季 ～第二個夏天，邁向晴空～（立花走一郎[36]）
- Opus.COLORs 色彩高校星（月見里和哉[37]）
- 帶著智慧型手機闖蕩異世界。2（恩德）
- 屍體如山的死亡遊戲（繰屋匠[38]）
- 異世界一擊殺姊姊 ～姊姊同伴的異世界生活開始了～（齊格飛[39]）
- 境界服務（ラバー・スーツ[40]）
- 死神少爺與黑女僕 第2期（華特[41]）
- 妙廟美少女（笨神·色光）
- 咒術迴戰 懷玉·玉折 / 澀谷事變（伏黑惠[42]）
- 神劍闖江湖－明治劍客浪漫譚－（四乃森蒼紫[43]）
- 成為悲劇元凶的最強異端，最後頭目女王為了人民犧牲奉獻（鮑威爾）
- 香格里拉·開拓異境～糞作獵手挑戰神作～（桑樂／陽務樂郎）
- MF GHOST 燃油車鬥魂（片桐夏向〈夏向·利文頓〉[44]）
- 放學後少年花子君（源輝[45]）
- BULLBUSTER（鉛修一[46]）

2024年
- 愚蠢天使與惡魔共舞（阿久津雅虎[47]）
- 反派千金等級99～我是隱藏頭目但不是魔王～（派翠克·阿修巴頓[48]）
- 因為不是真正的夥伴而被逐出勇者隊伍，流落到邊境展開慢活人生 2nd（奧托）
- 姫様“拷問”の時間です（漆黒王）
- ROLY POLY PEOPLES（ウィッキー[49]）
- WIND BREAKER—防風少年—（櫻遙[50]）
- 死神少爺與黑女僕 第3期（華特[51]）
- 黃昏光影（大友壽[52]）
- 學姊是男孩（大我龍二[53]）
- 神之塔 第2期（王野成[54]）
- 金剛戰神U（卡薩多·澤奧拉·懷特[55]）
- 異世界失格（山田[56]）
- BLUE LOCK 藍色監獄 VS. U-20 JAPAN（御影玲王[57]）
- MF GHOST 燃油車鬥魂 第2期（片桐夏向〈夏向·利文頓〉[58]）
- 神劍闖江湖－明治劍客浪漫譚－ 京都動亂（四乃森蒼紫[59]）
- 香格里拉·開拓異境～糞作獵手挑戰神作～ 2nd season（桑樂／陽務樂郎[60]）
- 青春之箱（針生健吾[61]）

2025年
- 金牌得主（夜鷹純[62]）
- 地縛少年花子君2（源輝[63]）
- WIND BREAKER—防風少年— 第2期（櫻遙[64]）
- Classic★Stars – 古典樂★之星（貝多芬[65]）
- LAZARUS 拉撒路（利蘭[66]）
- #空帕斯2.0：陣地攻防戰（塵[67]）
- 推理要在晚餐後（小林雄馬）
- 拜託請穿上，鷹峰同學（王寺聖夜）
- Clevatess -魔獸之王與嬰兒與屍之勇者-（卡茲[68]）
- 強者的新傳說（凱爾[69]）
- GRAND BLUE 碧藍之海 Season 2（北原伊織[70]）
- 去唱卡拉OK吧！（運動服[71]）
- 擁有超常技能的異世界流浪美食家2（穆寇達〈向田剛志〉[72]）
- WONDANCE—熱舞青春—（壁谷樂[73]）
- 胖子與愛情以及過錯！（結城圭介[74]）
- 妖怪旅館營業中 貳（曉[75]）

2026年
- 金牌得主（第2期）（夜鷹純[76]）
- 鑽石王牌 actII Second Season（奧村光舟[77]）

### OVA
2015年
- 棺姬嘉依卡 AVENGING BATTLE（道具人員A）
- 青春水球社（濱路洋平）※單行本第8卷限定版附贈DVD

2016年
- 血界戰線（索尼克）
- 青春水球社（濱路洋平）※單行本第10卷限定版附贈DVD
- 高校星歌劇 第1期 OVA1（申渡榮吾）[78]
- 高校星歌劇 第1期 OVA2（申渡榮吾）[78]
- 青春水球社（濱路洋平）※單行本第11卷限定版附贈DVD

2018年
- ReLIFE"完結篇"（大神和臣）
- 血界戰線 & BEYOND（索尼克）
- 擅長捉弄人的高木同學（中井）※漫畫第9卷附OVA特別版
- 高校星歌劇 in 萬聖節 OVA3（申渡榮吾）[79]

2021年
- GIVEN 被贈與的未來 裏側的存在（上之山立夏）※單行本第7卷限定版附贈DVD

2022年
- 原神 （卡维）[80]

### 動畫電影
2016年
- 星光少男 KING OF PRISM by PrettyRhythm（涼野結）

2017年
- 星光少男 KING OF PRISM -PRIDE the HERO-（涼野結）

2018年
- 劇場版超時空要塞Δ 激情的女武神（疾風·因梅爾曼）
- 我想吃掉你的胰臟（隆弘[81]）

2019年
- 劇場版 歌之王子殿下 真愛王國（鳳瑛二）
- 劇場版 為了誰的鍊金術師（日语：誰ガ為のアルケミスト）（札因）
- 青春豬頭少年不會夢到懷夢美少女（國見佑真）

2020年
- 星光王子 KING OF PRISM ALL STARS -星光時尚秀 ☆ Best Ten-（涼野結）
- 電影 GIVEN 被贈與的未來（上山立夏）[82]
- HoneyWorks 10th Anniversary "LIP×LIP FILM×LIVE"（RIO）

2021年
- 電影 可愛巧虎島 巧虎與飛船（ジン）
- 復興應援 政宗DATENICLE 合體版+（12代當主 伊達成宗）
- 銀河騎士傳 織愛之星（山野稻汰郎）
- 劇場版超時空要塞Δ 絕對LIVE!!!!!!（疾風·因梅爾曼）
- 劇場版 我讓最想被擁抱的男人給威脅了。 ～西班牙篇～（成宮涼）

2022年
- 魔法水果籃 -前奏曲-（草摩夾）
- 機動戰士GUNDAM 庫克羅斯·德安之島（馬科斯）
- 劇場版 擅長捉弄人的高木同學（中井）
- 怪盜皇后喜歡馬戲團（RD）
- 小松先生～希嗶啵族與發光果實～（新十四松）
- 電影 Delicious Party ♡ 光之美少女 夢想的♡兒童餐！（品田拓海）
- 劇場版 關於我轉生變成史萊姆這檔事 紅蓮之絆篇（緋色[83]）

2023年
- 電影 佐佐木與宮野－畢業篇－（半澤雅人）

2024年
- BLOODY ESCAPE -地獄的逃走劇-（賈米[84]）
- 電影 GIVEN 被贈與的未來 柊mix（上山立夏[85]）
- 劇場版 BLUE LOCK 藍色監獄 -EPISODE 凪-（御影玲王[86]）
- 數分間的應援（外崎大輔[87]）
- 星光王子 KING OF PRISM -Dramatic PRISM.1-（涼野結[88]）

2025年
- 電影版 學姊是男孩 雨過天晴（大我龍二[89]）
- 怪盜皇后的優雅假期（RD[90]）
- 星光王子 KING OF PRISM -Your Endless Call-（涼野結[91]）
- 遠井同學（山田サタン[92]）
- 一百公尺。—100M—（樺木[93]）

### 網路動畫
2016年
- 哨聲響起 重配版（黑川柾輝）[94]

2024年
- 上班族山崎茂（山崎茂[95]）

### 遊戲
2013年
- 皇冠之淚2 霸王的末裔（巴德）

2014年
- 三國魂（主人公1〈男〉[96]）
- BLADE RUSH（Thrasher[97]）
- 八咫烏 災變攻擊（九郎[3]）

2015年
- 愛☆Chu（赤羽根雙海[98]）
- 偶像大師 SideM（櫻庭薰[99]）
- Valiant Knights（龍·凡·弗里德[100]）
- 戀愛的背後是他的秘蜜（桐生一真[101]）
- SWEET CLOWN 〜午前三時的怪異小丑〜（久瀨蒼馬[102]）
- 絕對迎擊戰爭（塔爾霍夫[103]）
- 夏色高校★青春白書 〜轉學的第一天我與青梅竹馬再會（略）（益野太一[104]）
- 夢王國與沉睡中的100位王子殿下（傑拉德[105]）
- 白貓Project（葛雷夫．洛古拉德）
- 魔法使與黑貓維茲（亞敏·史密特）

2016年
- 超级七龙珠群雄（暗黑魔神英雄/）

2017年
- 被囚禁的掌心（葵）
- 拳皇XIV（洛克·霍华德）
- 在茜色的世界與君詠唱（中原中也）
- 魔法使與黑貓維茲（阿里歐特斯·葛）
- 偶像夢幻祭（漣純）

2018年
- 魔法使與黑貓維茲（阿里歐特斯·葛）
- 永恆冒險（狄奧）
- DREAM!ing（獅子丸孝臣）

2019年
- 格差天堂（梓裕也）
- 快感指令 CLIMAX（大河內詩音）
- 沙加 绯红恩典 绯色的野望（莱奥纳德）
- 最終幻想XIV：暗影之逆焰（水晶公）
- 聖火降魔錄 英雄雲集（賈法爾、賽列斯）

2020年
- 拳皇全明星（洛克·霍华德）
- Fate/Grand Order（狄奧斯庫洛伊）
- 食物語（鵠羹）
- 奧林匹亞的晚宴（緣）

2021年
- JACK JEANNE （織卷壽壽）
- 緋紅結繫（那岐·卡門）
- WIND BOYS！（倉本隆良）
- 寶可夢大師 (南廈)[106]
- 英雄傳說 黎之軌跡(亞倫·魏)
- 白夜極光（克萊肯）

2022年
- 拳皇XV（洛克·霍华德）
- 原神（卡维）
- 英雄傳說 黎之軌跡II(亞倫·魏)[107]

2023年
- 最终幻想XVI（克莱夫・罗兹菲德〈少年期〉）
- 超偵探事件簿 霧雨謎宮（賽斯＝巴羅烏斯）
- 戰國 A LIVE　(真田幸村)

2025年
- 崩壞：星穹鐵道（那刻夏）

### 有聲漫畫
2016年
- Armor Amour（高梨君）

2021年
- 預言的那由多（健二）

2022年
- 咚隆咚隆隆（佐佐木哆啦）

2025年
- 瑕疵新娘（菊大路一成；漫畫宣傳片）

### 多數決廣播劇
2016年
- 「青春豬頭少年不會夢到兔女郎學姊 with 櫻花莊的寵物女孩」（國見祐真）

### 廣播劇CD
- 小書痴的下剋上：為了成為圖書管理員不擇手段！
  - 廣播劇CD3（哈特姆特、托勞戈特[108]）
  - 廣播劇CD4（哈特姆特[109]）
  - 廣播劇CD5（哈特姆特、藍斯特勞德[110]）
  - 廣播劇CD6（哈特姆特、雷昂齊歐[111]）
  - 廣播劇CD7（哈特姆特、雷昂齊歐、藍斯特勞德[112]）
  - 廣播劇CD8（哈特姆特[113]）
  - 廣播劇CD9（哈特姆特、雷昂齊歐、阿度爾[114]）
  - 廣播劇CD10（哈特姆特、藍斯特勞德[115]）

2017年
- 我家的女僕小姐 廣播劇CD（輝）

### 特攝劇
2013年
- 劇場版 假面騎士Wizard in Magic Land（武神騎士）

2016年
- 假面騎士Ghost（行星眼魔）

2019年
- 超人力霸王羅布：選擇！羈絆的水晶（超人力霸王托雷基亞）
- 超人力霸王新世代編年史（超人力霸王托雷基亞）
- 奧特曼泰迦（超人力霸王托雷基亞）
- 超級銀河格鬥 (2019-2022年、超人力霸王托雷基亞）

## 音樂

### 單曲
| 張  | 發售日期       | 標題        | 商品編碼   | 商品編碼  | 最高排名 |
| 張  | 發售日期       | 標題        | 期間限定盤 | 通常盤    | 最高排名 |
| --- | -------------- | ----------- | ---------- | --------- | -------- |
| 1st | 2018年5月30日  | NEW WORLD   | KICM-91845 | KICM-1845 | 9位      |
| 2nd | 2018年9月19日  | Before Dawn | KICM-91887 | KICM-1887 | 11位     |
| 3rd | 2019年5月8日   | Speechless  | KICM-91930 | KICM-1930 | 7位      |
| 4th | 2019年11月27日 | Rainbow     | KICM-91989 | KICM-1989 | 8位      |
| 5th | 2020年2月19日  | Over        | KICM-92028 | KICM-2028 | 9位      |

### 專輯
| 張  | 發售日期      | 標題    | 商品編碼 | 商品編碼 | 商品編碼  | 最高排名 |
| 張  | 發售日期      | 標題    | CD+BD    | CD+DVD   | CD        | 最高排名 |
| --- | ------------- | ------- | -------- | -------- | --------- | -------- |
| 1st | 2019年7月24日 | HORIZON | KIZC-551 | KIZC-553 | KICS-3838 | 7位      |

## 外部連結
- 事務所公開簡歷 （页面存档备份，存于）（日語）
- （页面存档备份，存于） 内田雄馬公式アカウントTwitter（日語）